# Santa Cruz del Valle
Santa Cruz del Valle – gmina w Hiszpanii, w prowincji Ávila, w Kastylii i León, o powierzchni 29,62 km². W 2011 roku gmina liczyła 426 mieszkańców.